# Jasieniec Iłżecki (gromada)
Jasieniec Iłżecki – dawna gromada, czyli najmniejsza jednostka podziału terytorialnego Polskiej Rzeczypospolitej Ludowej w latach 1954–1972.
Gromady, z gromadzkimi radami narodowymi (GRN) jako organami władzy najniższego stopnia na wsi, funkcjonowały od reformy reorganizującej administrację wiejską przeprowadzonej jesienią 1954 do momentu ich zniesienia z dniem 1 stycznia 1973, tym samym wypierając organizację gminną w latach 1954–1972.
Gromadę Jasieniec Iłżecki siedzibą GRN w Jasieńcu Iłżeckim (obecnie są to cztery wsie: Jasieniec Iłżecki Górny, Jasieniec Iłżecki Dolny, Jasieniec-Maziarze i Nowy Jasieniec Iłżecki) utworzono – jako jedną z 8759 gromad na obszarze Polski – w powiecie iłżeckim w woj. kieleckim, na mocy uchwały nr 13k/54 WRN w Kielcach z dnia 29 września 1954. W skład jednostki wszedł obszar dotychczasowej gromady Jasieniec Iłżecki ze zniesionej gminy Błaziny w tymże powiecie oraz lasy państwowe nadleśnictwa Marcule (oddziały Nr Nr 115 do 120, 151 do 156 i 185 do 190). Dla gromady ustalono 16 członków gromadzkiej rady narodowej.
1 stycznia 1969 do gromady Jasieniec Iłżecki przyłączono wsie Małyszyn, Małyszyn Górny, Ostrożanka i Stary Małyszyn ze zniesionej gromady Ostrożanka.
1 kwietnia 1969 z gromady Jasieniec Iłżecki wyłączono wieś Ostrożanka włączając ją do gromady Mirzec.
Gromada przetrwała do końca 1972 roku, czyli do kolejnej reformy gminnej.